# アウグスト・ランナー

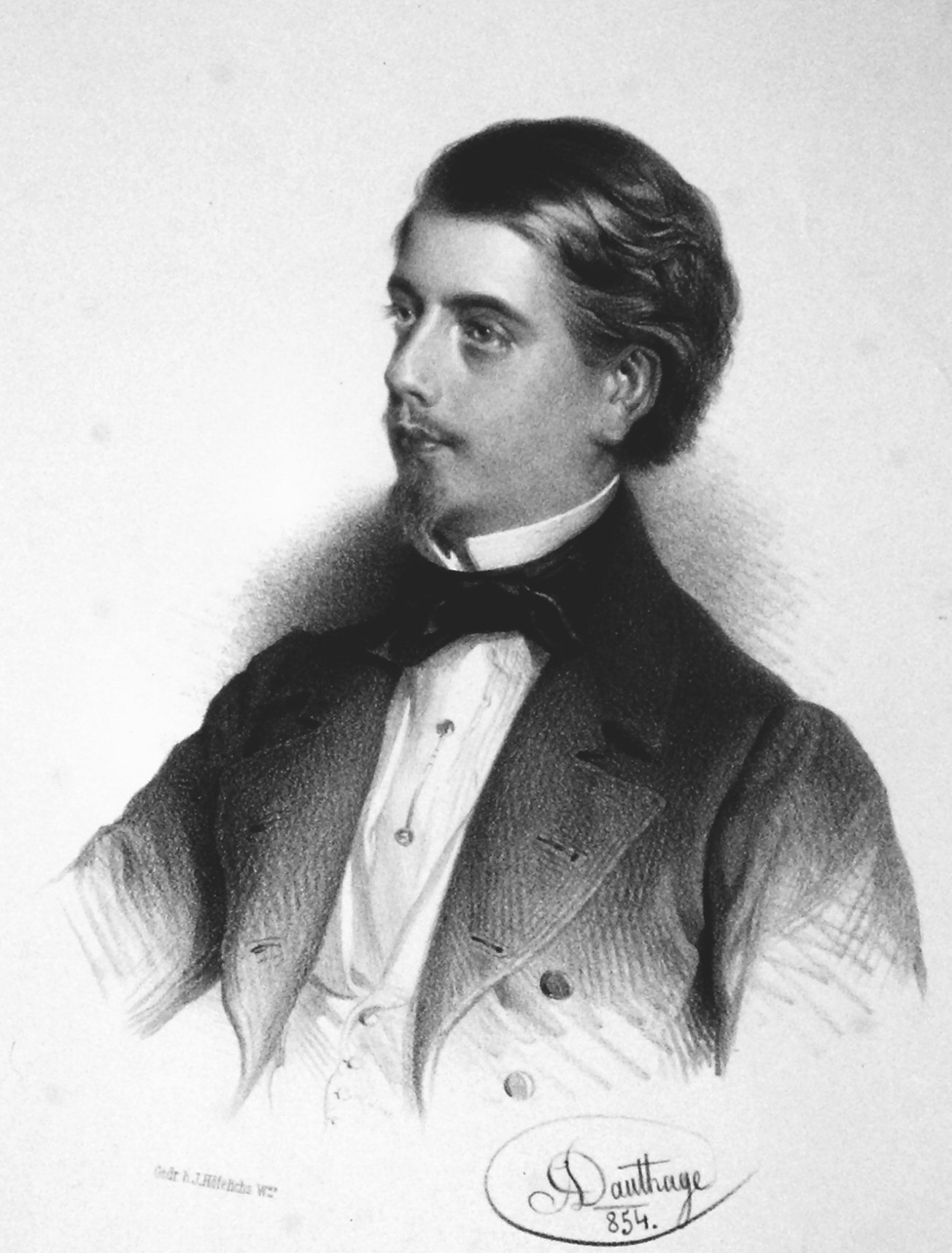

アウグスト・ランナー（Augustin Lanner, 1835年1月23日 - 1855年9月27日）は、オーストリアの首都ウィーンで生まれ亡くなった作曲家で、同じく作曲家で「ワルツの始祖」と呼ばれるヨーゼフ・ランナー（1801年 - 1843年）の息子である。
最初はSt. Anna-Schuleで学んだが、音楽教育は無かった。初めて音楽を教わったのはJosef Strebinger楽長に和音を学んだ時だった。後にヨーゼフ・ヘルメスベルガー1世（1828年 - 1893年）とヨーゼフ・マイゼダー（1789年 - 1863年）に作曲を学んだ。最初に作曲したのはワルツだったが、あまり人気は出なかった。
1843年、彼が8歳の時に父を亡くし、Bräuhausgarten in Fünfhausで父のオーケストラを2000人の聴衆の前で指揮した。1853年にデビューしたが、20歳の時に肺病で亡くなった。
短い経歴の中で、約30曲の舞曲を作曲した。